# Атаев, Артём Ерёмович
 Артём Ерёмович Атаев  (23 ноября 1938 — 2 января 2021) — советский учёный, профессор кафедры светотехники МЭИ, доктор технических наук, действительный член Академии электротехнических наук.

## Биография
Артем Ерёмович Атаев родился 23 ноября 1938 года. В 1956 году с золотой медалью окончил школу в г. Самарканде. В 1962 году окончил Московский энергетический институт (МЭИ), одновременно получил неполное высшее образование на механико-математическом факультете МГУ.
В 1970 году защитил в МЭИ кандидатскую диссертацию, посвященною вопросам извлечения электронных пучков из плазмы ртутного дугового разряда. После защиты диссертации около года проходил стажировку в Германии, потом работал в МЭИ на кафедре Промышленной электроники. В 1984 году защитил докторскую диссертацию по вопросам зажигания ртутных разрядных источников света — «Процессы зажигания и оптимизация на их основе конструкций газоразрядных источников излучения высокого давления». С 1985 по 2004 год работал заведующим кафедрой светотехники МЭИ.
Под руководством А. Атаева в МЭИ подготовлено и защищено 8 кандидатских диссертаций.
Область научных интересов: теория светового поля, процессы в газовых разрядах, многофункциональные разрядные источники излучения. В настоящее время работает в МЭИ на кафедре светотехники. Профессор, доктор технических наук. Читает лекции по курсам: физические основы электронной техники, машинные методы расчета электронных схем, основы светотехники, ионные приборы.

## Награды и звания
- Государственная премия Республики Мордовия

## Труды
А. Е, Атаев является автором около 150 научных публикаций, посвященных теории зажигания, электрическим разрядам, расчётам параметров светового поля и др. Среди них:
- Зажигание ртутных разрядных источников излучения высокого давления. Изд. МЭИ, 1995 г.
- Световой вектор; Вестник МЭИ, № 4, 1996 г.
- Исследование эффекта полого катода для применения в лампах типа ДРЛ (в соавторстве).-Светотехника, 1978, В 12, с. 20-21.
- Световой вектор для осесимметричных излучателей с яркостью, зависящей от координаты Z, Светотехника, 5-6, 1996.
- Light vector for axsysimmetric with luminandelt only on the Z coordinate; Light engineering, Volume 4, № 4 1996.